# Alexandre Fabry
Pour les articles homonymes, voir Fabry.
Alexandre Fabry est un acteur français.

## Filmographie
- 1942 : L'assassin a peur la nuit de Jean Delannoy
  - Promesse à l'inconnue d'André Berthomieu
  - La Croisée des chemins d'André Berthomieu
- 1943 : Le Chant de l'exilé d'André Hugon
  - Les Mystères de Paris de Jacques de Baroncelli
  - Arlette et l'Amour de Robert Vernay
- 1946 : Sérénade aux nuages d'André Cayatte
  - L'Affaire du Grand Hôtel d'André Hugon
- 1948 : La Belle Meunière de Marcel Pagnol